# Trybunał inkwizycji w Ankonie
Trybunał inkwizycji w Ankonie – sąd inkwizycyjny, mający swą siedzibę w Ankonie w Państwie Kościelnym i należący do struktur inkwizycji rzymskiej. Był kierowany przez dominikanów. Istniał w latach 1565–1860 (z przerwą w latach ok. 1808–1824).

## Historia
W średniowieczu prowincja Marchia Ankońska (Marche) podlegała jurysdykcji inkwizytorów z zakonu franciszkańskiego. W XVI wieku jednak franciszkanie w dużej mierze zaniedbali sprawowania tego urzędu, toteż po utworzeniu w 1542 przez papieża Pawła III Kongregacji Inkwizycji Rzymskiej i Powszechnej (Świętego Oficjum) jako centralnego organu w Kurii Rzymskiej kierującego działalnością inkwizycyjną, byli stopniowo od tej działalności odsuwani. Początkowo Kongregacja działała w Ankonie za pośrednictwem specjalnie delegowanych z Rzymu komisarzy. 26 lipca 1555 mianowany został neapolitański duchowny Giovanni Vincenzo Falangonio, który jednak szybko został odwołany. 14 października 1555 mianowani zostali na jego miejsce dwaj kolejni komisarze: protonotariusz apostolski Cesare della Nave i gubernator Loreto Gaspare Dotti, przy czym tego drugiego 4 marca 1556 zastąpił dominikanin Vincenzo Cisoni da Lugo. Nominacje te miały związek z podejrzeniami wobec ankońskiej wspólnoty marranów, czyli chrześcijan żydowskiego pochodzenia, w większości przybyłych z Portugalii. Oskarżano ich o potajemne wyznawanie judaizmu. W wyniku śledztwa prowadzonego przez komisarzy 60 osób zostało zmuszonych do abiuracji, a 24 spalono na stosie.
Utworzenie właściwego trybunału inkwizycyjnego w Ankonie nastąpiło w roku 1565 za sprawą władz zakonu franciszkanów konwentualnych, które odwołały się do prerogatyw nadanych im w średniowieczu. Jednak w 1566 nowym papieżem został dominikanin Pius V, poprzednio wielki inkwizytor, który odebrał franciszkanom sprawowanie urzędu inkwizytorskiego w Ankonie, co oficjalnie potwierdził bullą z 1569, uzasadniając to zaniedbaniem przez franciszkanów obowiązków w tym zakresie.
Pierwszy dominikański inkwizytor, Michele da Asti został mianowany bezpośrednio przez Kongregację Rzymskiej i Powszechnej Inkwizycji, co w drugiej połowie XVI wieku stało się standardem w przypadku włoskich trybunałów inkwizycyjnych, jednak trzy kolejne nominacje (w 1569, 1578 i 1580) zostały dokonane zgodnie z regułami średniowiecznymi przez generała zakonu dominikanów. W latach 90. XVI wieku doprecyzowano ostatecznie obszar jurysdykcji trybunału ankońskiego i podzielono go na tzw. wikariaty rejonowe, w których rezydowali wikariusze rejonowi jako reprezentanci inkwizytora na prowincji.
W 1631 z obszaru podległego inkwizycji ankońskiej wydzielono kilka okręgów i podporządkowano je nowo utworzonemu trybunałowi w Fermo.
W 1687 biskup Jesi, kardynał Pier Matteo Petruci został uznany za podejrzanego o sprzyjanie herezji kwietystycznej i zmuszony do wyrzeczenia się swych poglądów (abiuracji). Miał on wielu zwolenników i uczniów w swojej diecezji (w tym w kurii biskupiej). Mimo że Jesi leżało na obszarze podległym inkwizycji w Ankonie, Kongregacja Inkwizycji Rzymskiej i Powszechnej delegowała do Jesi specjalnego komisarza Orazio Perozziego, który został też wikariuszem tej diecezji (Petrucci formalnie nie został pozbawiony biskupstwa). W ciągu czterech lat działalności Perozzi zmusił zwolenników kardynała w diecezji do uległości, a wielu spośród nich wytoczył procesy o herezję.
W połowie XVIII wieku dużą popularność w Europie zyskała relacja szkockiego jezuity Alexandra Bowera, który twierdził, że w 1726 był urzędnikiem trybunału inkwizycji w Maceracie i przekazał wiele niepochlebnych informacji na temat działalności inkwizycji w tym mieście. W odpowiedzi na tę publikację, inkwizytor Ankony Giuseppe Ignazio Zabberoni wydał w 1757 oświadczenie zaprzeczające twierdzeniom Bowera i wprost wskazujące na wiele niedokładności w jego relacji, m.in. na to, że w Maceracie nie ma i nigdy nie było trybunału inkwizycji, a jedynie wikariat podległy inkwizytorowi Ankony.
Trybunał inkwizycji w Ankonie został po raz pierwszy rozwiązany prawdopodobnie po jej podboju przez Francuzów (1808) i włączeniu do napoleońskiego Królestwa Włoch (1809). 7 maja 1810 Napoleon wydał dekret rozwiązujący wszystkie zgromadzenia zakonne w Królestwie Włoch. Na mocy tego dekretu rozwiązaniu uległ m.in. konwent dominikanów w Ankonie, będący siedzibą trybunału inkwizycji.
W 1815 na mocy postanowień Kongresu Wiedeńskiego Ankona ponownie znalazła się w granicach Państwa Kościelnego. Papież Leon XII wznowił działalność miejscowego trybunału inkwizycyjnego w 1824. Głośnym echem wśród europejskiej opinii publicznej odbił się edykt inkwizytora Tommaso Vincenzo Airaldiego z 1856, nakazujący wszystkim wiernym denuncjowanie heretyków.
W 1860 Ankona została zajęta przez wojska Królestwa Sardynii i rok później przyłączona do proklamowanego wówczas Królestwa Włoch. Już 27 września 1860 komisarz generalny i nadzwyczajny prowincji Marche wydał dekret o zniesieniu trybunałów inkwizycji w Ankonie i Fermo.

## Organizacja
Siedziba trybunału znajdowała się w konwencie S. Domenico w Ankonie. Na jego czele inkwizytor z prowincji lombardzkiej zakonu dominikanów. Podlegał mu obszar siedmiu diecezji: Ankona, Cingoli, Jesi, Macerata e Tolentino, Osimo, Recanati e Loreto, Senigallia. Obszar ten podzielony był na 29 wikariatów: Camerano, Cingoli, Corinaldo, Falconara, Filottrano, Jesi, Loreto, Macerata, Maiolati, Massaccio (Cupramontana), Mondolfo, Monte Alboddo (Ostra), Montalfoglio, Montecarotto, Montecassiano, Montefano, Monte Milone (Pollenza), Monte San Vito, Monte Sicuro, Osimo, Polverigi, Porto Recanati, Recanati, Roccacontrada (Arcevia), San Marcello, Senigallia, Serra de’ Conti, Tolentino, Urbisaglia.

## Inkwizytorzy Ankony (1565–1860)
- Matteo de Grassi OFMConv (1565–1566)
- Giovan Battista de Vandis di Faenza OFMConv (1566)
- Michele da Asti OP (1566–1569)
- Nicola Rossi da Ancona OP (1569–1578)
- Paolo Molaschi da Lodi OP (1578–1580)
- Alessandro de Eustachi da Vigevano OP (1580–1588)
- Nicola Rossi da Ancona  OP [ponownie] (1588–1598)
- Stefano Vicari OP (1598–1602)
- Serafino Secchi da Pavia OP (1602–1606)
- Giovanni Paolo Nazario da Cremona OP (1606–1607)
- Eliseo Masini da Bologna OP (1607–1608)
- Arcangelo Calbetti OP (1608–1611)
- Giovanni Maria Fiorini OP (1611–1614)
- Angelo Bucio da Vigevano OP (1614)
- Innocenzo Pio da Bologna OP (1615–1624)
- Agostino Petretti da Reggio OP (1624–1625)
- Michele Sassi da Taggia OP (1625–1634)
- Paolo Egidio Tarmegini da Como OP (1634–1639)
- Agostino Cermelli da Alessandria OP (1639–1643)
- Michele Sassi da Taggia  OP [ponownie] (1643–1645)
- Agostino Cermelli da Alessandria  OP [ponownie] (1645–1647)
- Giovanni Vincenzo Paolini da Garessio OP (1647–1652)
- Pietro Maria Zanardi OP (1652–1671)
- Giacinto Maria Granara da Genova OP (1671–1673)
- Alberto Solimano da Genova OP (1673–1679)
- Paolo Girolamo Giacconi OP (1679–1681)
- Tommaso Menghini da Albacina OP (1681–1685)
- Cipriano Minuti da Cremona OP (1685–1698)
- Antonio Leoni da Padova OP (1698–1705)
- Vincenzo Maria Ferrero da Nizza OP (1705–1712)
- Tommaso Bacigalupi da Piacenza OP (1712–1718)
- Felice Maria Lazaroni da Ancona OP (1718-1737)
- Dionigi Bellingeri da Pavia OP (1737-1750)
- Giuseppe Ignazio Zabberoni da Ravenna OP (1750-1766)
- Tommaso Lorenzo Matteucci da Fermo OP (1766-1788)
- Vincenzo Alisani da Roma OP (1788-1789)
- Pietro Martire Rossi da Cremona OP (1789-1801)
- Vincenzo Maria Mambelli da Roma OP (1801-1808?)

- Domenico Antonio Airenti OP (1824–1832)[1]
- Vincenzo Cantua OP (ok. 1833-1840)[2]
- Vincenzo Sallua OP (1840–1847)
- Filippo Bertolotti OP (1847-1850)
- Tommaso Vincenzo Airaldi OP (1850–1860)[3]